# Élections générales maltaises de 1950
Les élections générales maltaises de 1950 (en anglais : Maltese general election, 1950) permettent d'élire les députés de la neuvième législature de la Chambre des députés, pour un mandat de quatre ans.

## Résultats
- Résultats officiels.

| Parti politique                 | Siège de député |
| ------------------------------- | --------------- |
| Parti nationaliste              | 12              |
| Parti travailliste de Malte     | 11              |
| Parti des travailleurs de Malte | 11              |
| Parti constitutionnel           | 4               |
| Parti de l'action démocratique  | 1               |
| Indépendant                     | 1               |